# Mercedes-Benz H 243

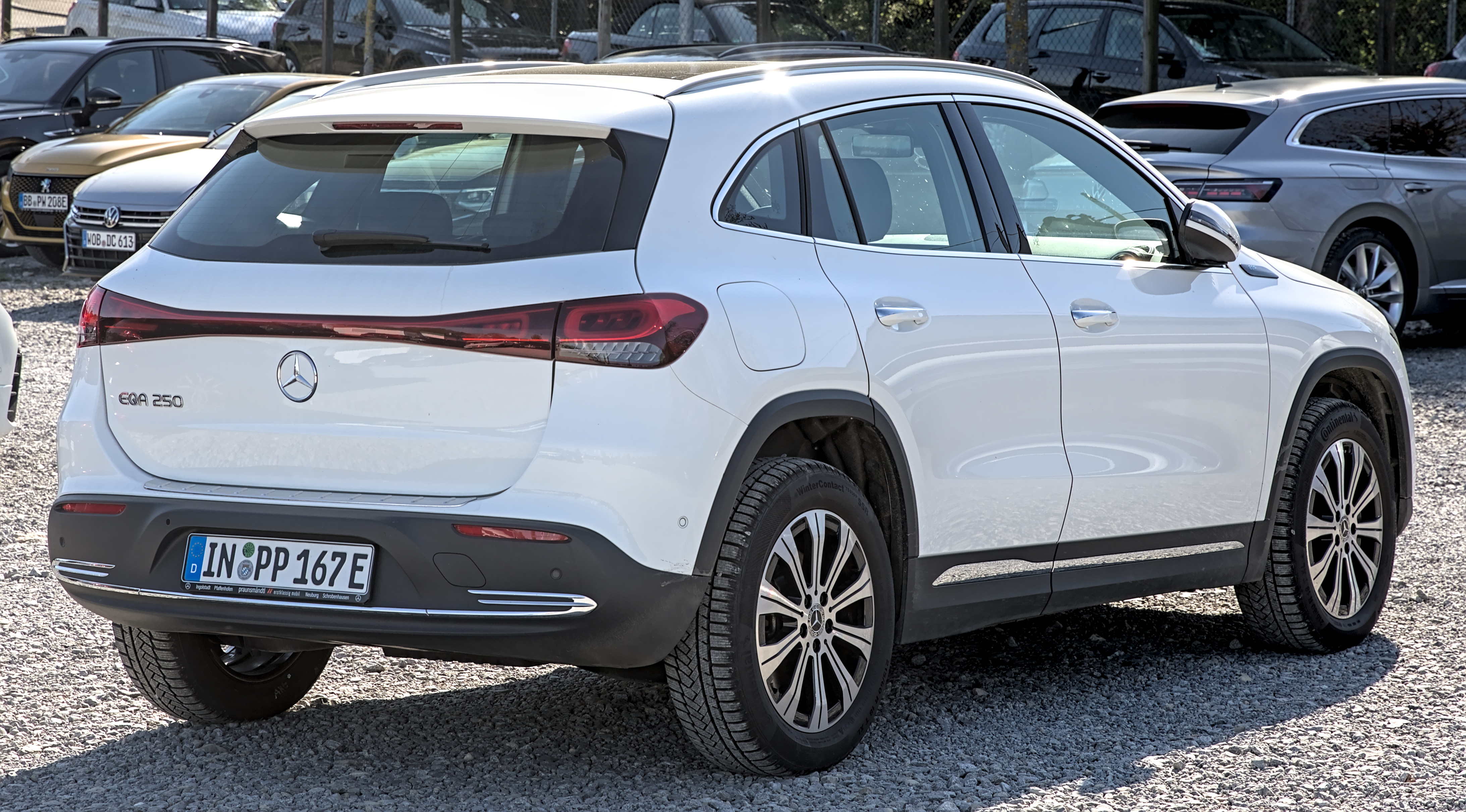
Heckansicht

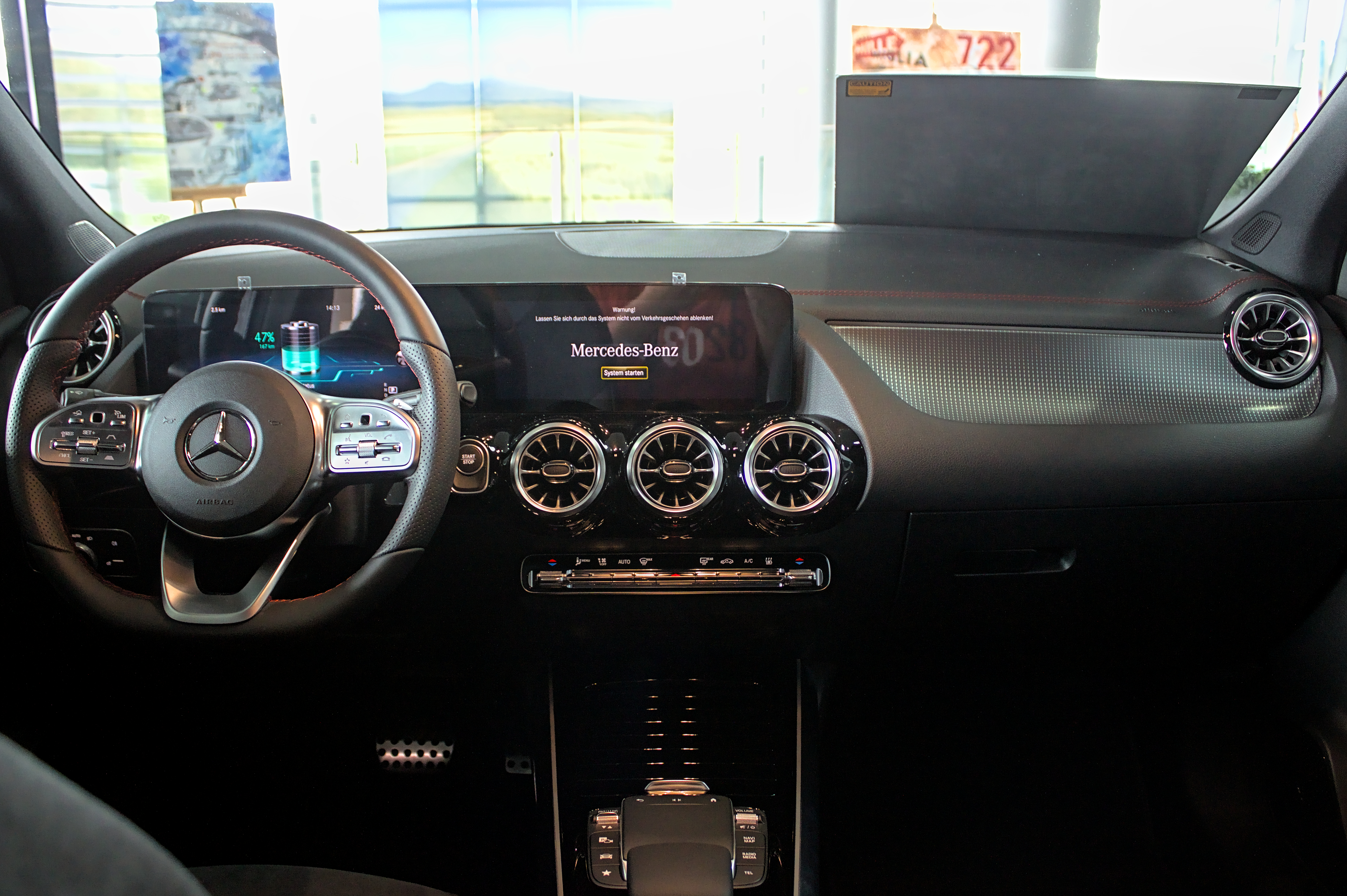
Innenansicht

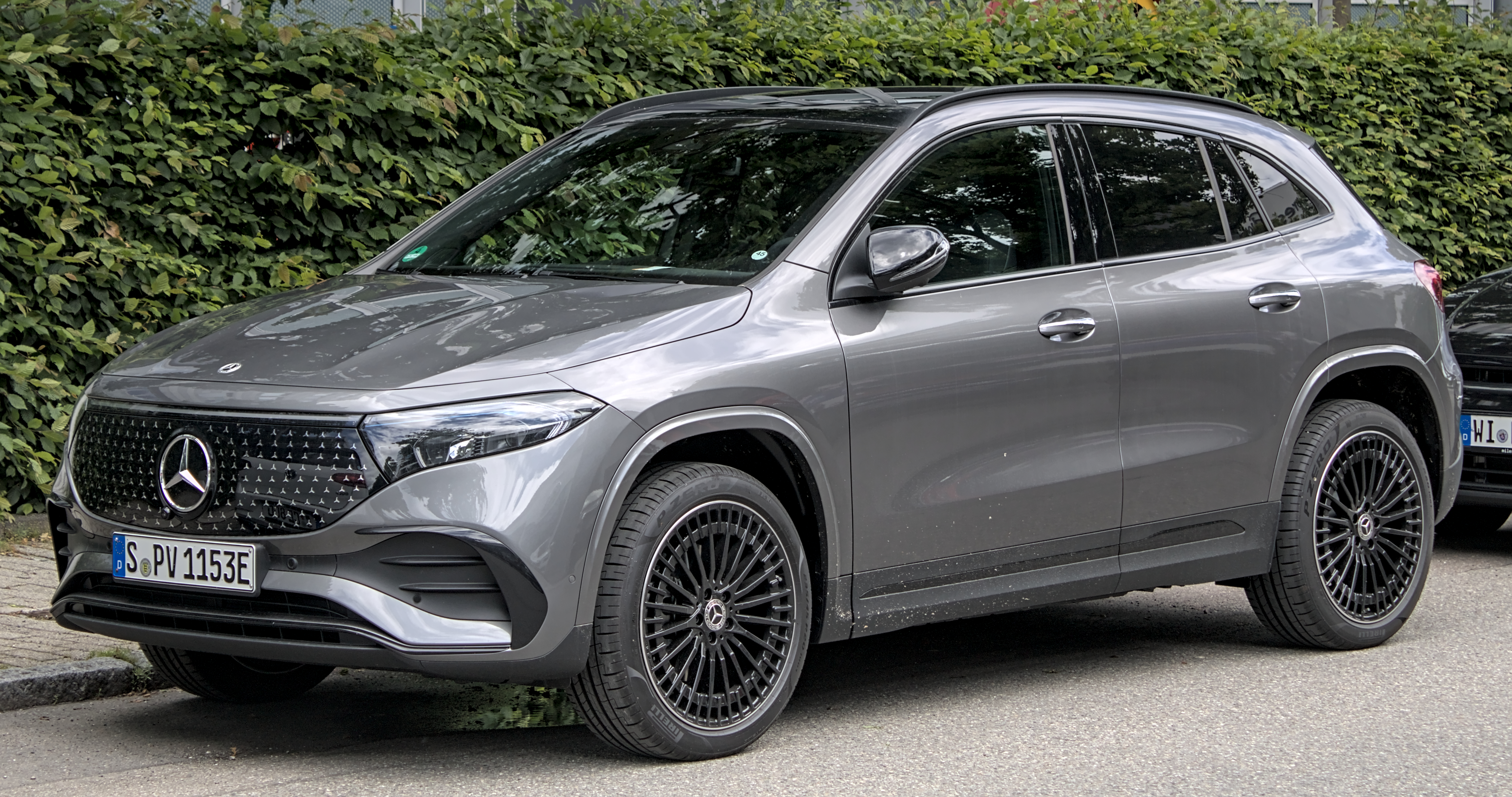
Mercedes-Benz EQA 350 (seit 2023)

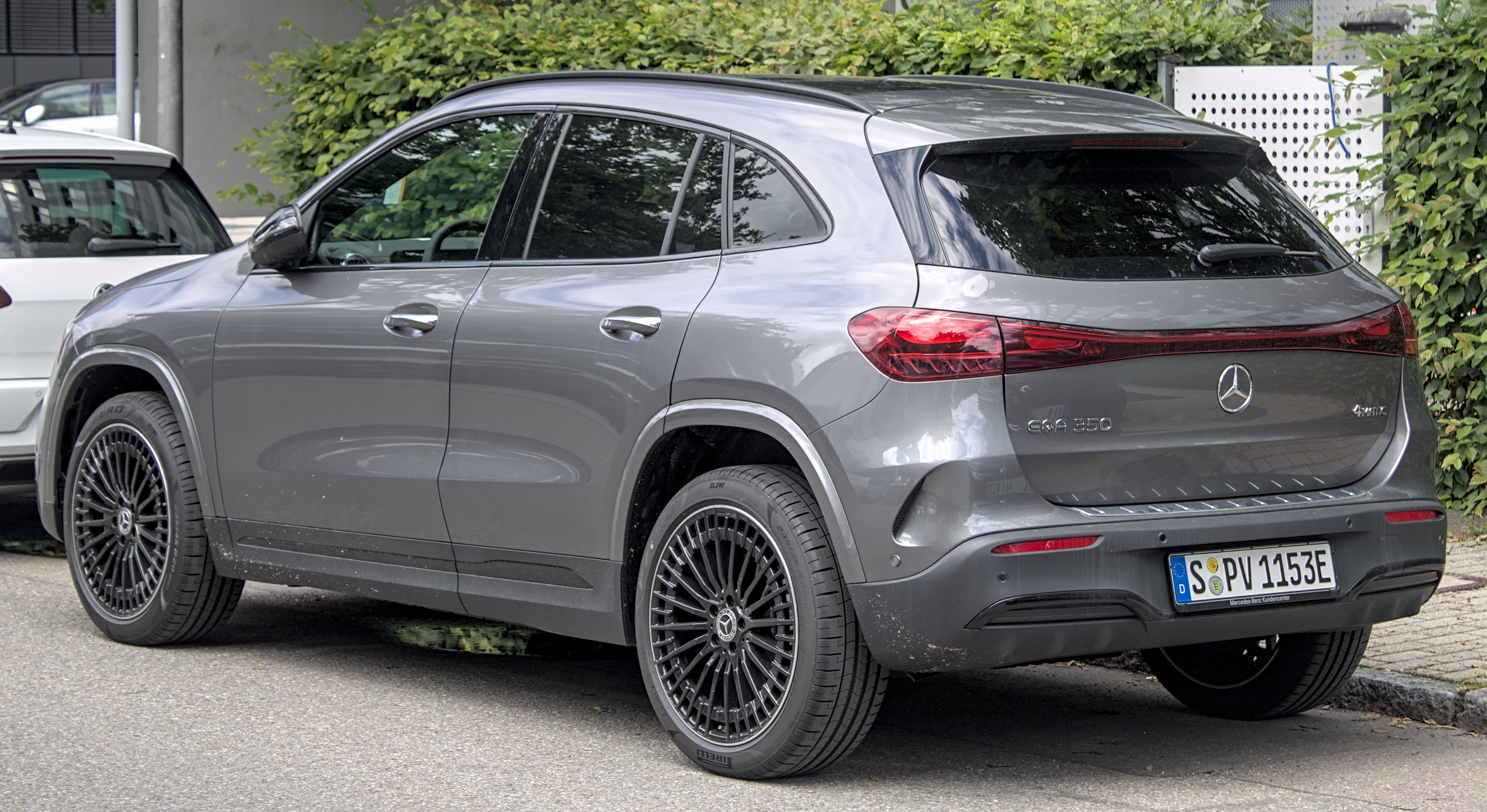
Heckansicht

Der Mercedes-Benz EQA (interne Bezeichnung: H 243) ist ein batterieelektrisch angetriebenes Sport Utility Vehicle (SUV) der Marke Mercedes-Benz. Das Modell wurde am 20. Januar 2021 über das Internet vorgestellt.

## Geschichte
Ein erstes Konzeptfahrzeug, der Concept EQA, wurde auf der IAA im September 2017 präsentiert. Ende August 2023 wurde eine überarbeitete Version vorgestellt. Diese bietet neben optischen Änderungen eine höhere Anhängelast von 1500 kg (bzw. 1800 kg für Allradversionen) statt den bisherigen 750 kg sowie die Funktion „Plug&Charge“, bei der keine Ladekarte mehr benötigt wird. Ladestationen von Ionity und Aral kommunizieren direkt über das Kabel mit dem Fahrzeug. Der überarbeitete EQA ist seit Oktober 2023 bestellbar, die ersten Fahrzeuge wurden Anfang 2024 ausgeliefert.

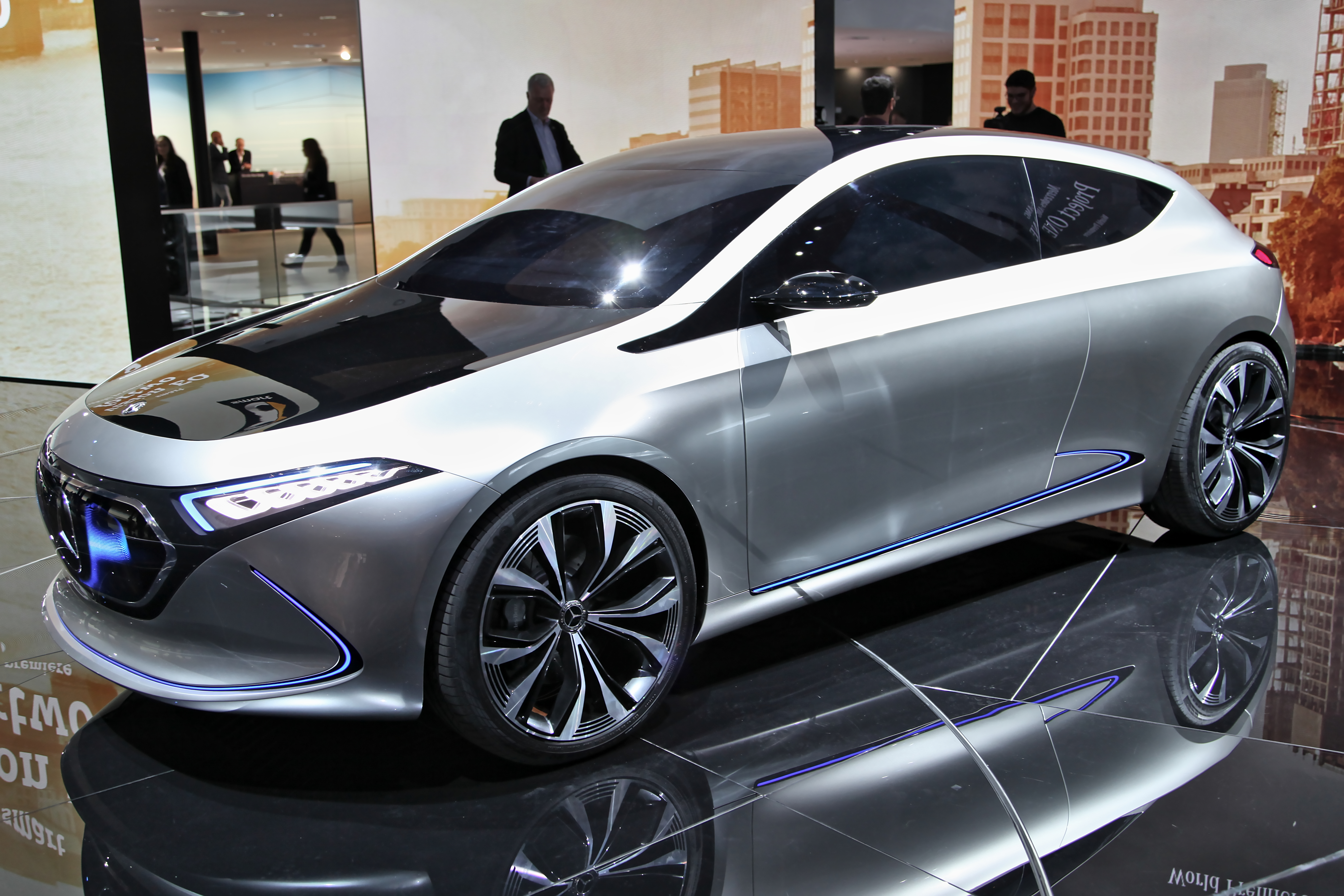
Mercedes-Benz Concept EQA auf der IAA 2017
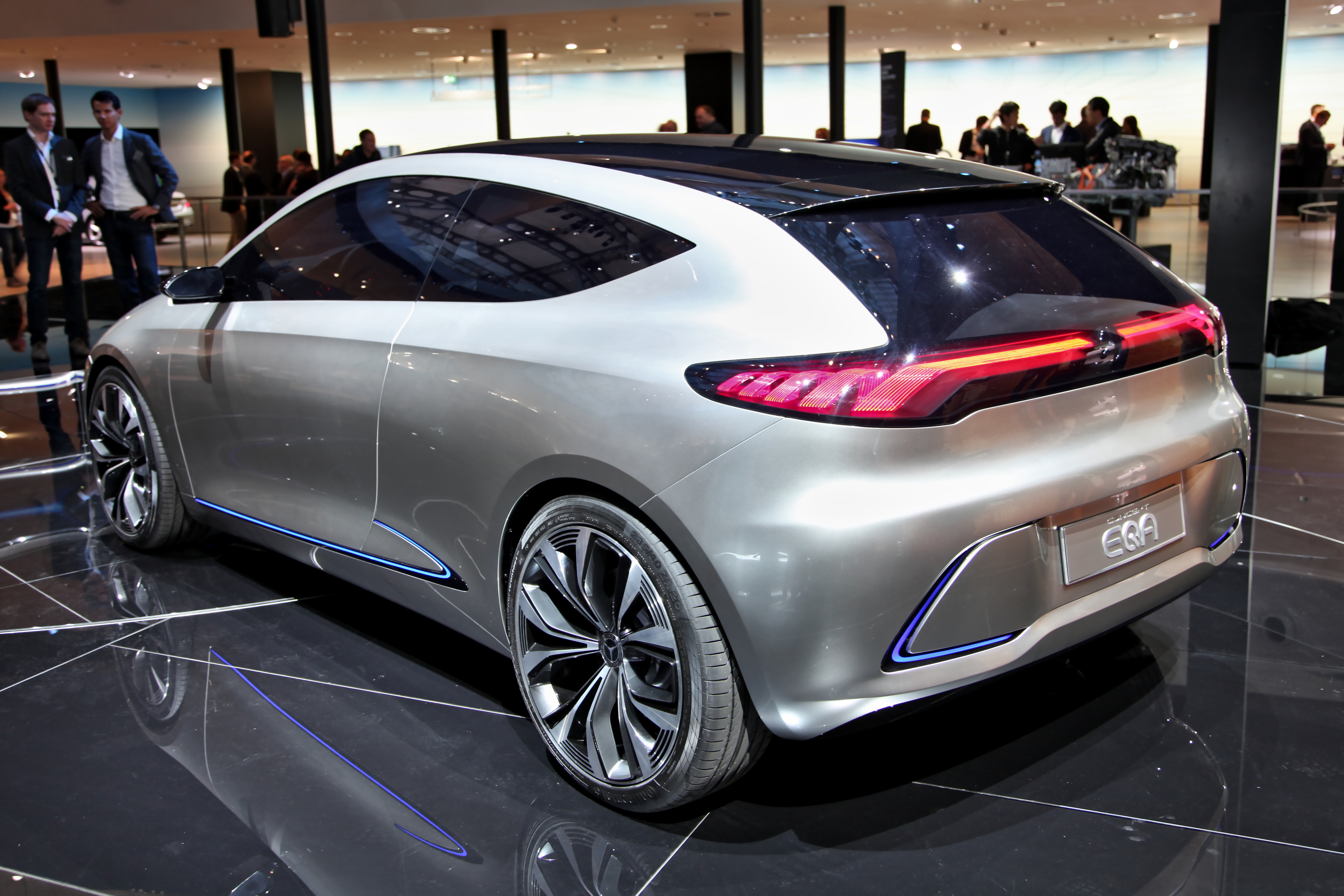
Heckansicht

## Technik
Das fünfsitzige Serienfahrzeug basiert auf der Plattform des GLA, die keine Elektrofahrzeugplattform darstellt, und ist 4,46 Meter lang, 1,83 Meter breit und 1,62 Meter hoch. Der cW-Wert des Fahrzeugs beträgt 0,28. Die Leistungselektronik wurde im Kardantunnel platziert.
Die Reichweite des mit einem 66,5 kWh großen Lithium-Ionen-Akkumulator ausgestatteten Wagens beträgt nach dem WLTP-Zyklus bis zu 438 Kilometer. Der 2022 eingeführte EQA 250+ hat einen größeren Akku, der eine Reichweite von 540 Kilometer nach WLTP ermöglicht. Dieser Akku wird seit Juli 2024 auch im EQA 350 4MATIC verbaut. Die Gleichstromladeleistung beträgt 100 kW.

## Technische Daten
|                                    | EQA 250                              | EQA 250                                          | EQA 250+                                         | EQA 300 4MATIC                                                                          | EQA 300 4MATIC                                                                          | EQA 350 4MATIC                                                                          | EQA 350 4MATIC                                                                          |
| ---------------------------------- | ------------------------------------ | ------------------------------------------------ | ------------------------------------------------ | --------------------------------------------------------------------------------------- | --------------------------------------------------------------------------------------- | --------------------------------------------------------------------------------------- | --------------------------------------------------------------------------------------- |
| Bauzeitraum                        | 02/2021–05/2022                      | 05/2022–01/2025                                  | seit 03/2022                                     | 05/2021–01/2025                                                                         | seit 01/2025                                                                            | 05/2021–07/2024                                                                         | seit 07/2024                                                                            |
| Antrieb                            |                                      |                                                  |                                                  |                                                                                         |                                                                                         |                                                                                         |                                                                                         |
| Motorart                           | Asynchronmaschine an der Vorderachse | Permanentmagnet-Synchronmotor an der Vorderachse | Permanentmagnet-Synchronmotor an der Vorderachse | Asynchronmaschine an der Vorderachse & Permanentmagnet-Synchronmotor an der Hinterachse | Asynchronmaschine an der Vorderachse & Permanentmagnet-Synchronmotor an der Hinterachse | Asynchronmaschine an der Vorderachse & Permanentmagnet-Synchronmotor an der Hinterachse | Asynchronmaschine an der Vorderachse & Permanentmagnet-Synchronmotor an der Hinterachse |
| max. Leistung (System)             | 140 kW (190 PS)                      | 140 kW (190 PS)                                  | 140 kW (190 PS)                                  | 168 kW (228 PS)                                                                         | 168 kW (228 PS)                                                                         | 215 kW (292 PS)                                                                         | 215 kW (292 PS)                                                                         |
| max. Drehmoment (System)           | 375 Nm                               | 385 Nm                                           | 385 Nm                                           | 390 Nm                                                                                  | 390 Nm                                                                                  | 520 Nm                                                                                  | 520 Nm                                                                                  |
| Antriebsart                        | Vorderradantrieb                     | Vorderradantrieb                                 | Vorderradantrieb                                 | Allradantrieb                                                                           | Allradantrieb                                                                           | Allradantrieb                                                                           | Allradantrieb                                                                           |
| Getriebe                           | Eingang-Reduktionsgetriebe           | Eingang-Reduktionsgetriebe                       | Eingang-Reduktionsgetriebe                       | Eingang-Reduktionsgetriebe                                                              | Eingang-Reduktionsgetriebe                                                              | Eingang-Reduktionsgetriebe                                                              | Eingang-Reduktionsgetriebe                                                              |
| Antriebsbatterie                   |                                      |                                                  |                                                  |                                                                                         |                                                                                         |                                                                                         |                                                                                         |
| Nutzbare Batteriekapazität         | 66,5 kWh                             | 66,5 kWh                                         | 70,5 kWh                                         | 66,5 kWh                                                                                | 70,5 kWh                                                                                | 66,5 kWh                                                                                | 70,5 kWh                                                                                |
| Ladedauer DC (10 % bis 80 %) (CCS) | 32 min                               | 32 min                                           | 35 min                                           | 32 min                                                                                  | 35 min                                                                                  | 32 min                                                                                  | 35 min                                                                                  |
| Messwerte                          |                                      |                                                  |                                                  |                                                                                         |                                                                                         |                                                                                         |                                                                                         |
| Reichweite (nach WLTP)             | 402–429 km                           | 458–496 km                                       | 489–531 km                                       | 411–438 km                                                                              | 476 km                                                                                  | 411–438 km                                                                              | 435–478 km                                                                              |
| Verbrauch auf 100 km (nach WLTP)   | 17,6–18,9 kWh                        | 15,4–16,9 kWh                                    | 15,3–16,8 kWh                                    | 17,4–18,6 kWh                                                                           | 16,9 kWh                                                                                | 17,4–18,6 kWh                                                                           | 16,8–18,6 kWh                                                                           |
| Beschleunigung, 0–100 km/h         | 8,9 s                                | 8,6 s                                            | 8,6 s                                            | 7,7 s                                                                                   | 7,7 s                                                                                   | 6,0 s                                                                                   | 6,0 s                                                                                   |
| Höchstgeschwindigkeit              | 160 km/h (elektronisch begrenzt)     | 160 km/h (elektronisch begrenzt)                 | 160 km/h (elektronisch begrenzt)                 | 160 km/h (elektronisch begrenzt)                                                        | 160 km/h (elektronisch begrenzt)                                                        | 160 km/h (elektronisch begrenzt)                                                        | 160 km/h (elektronisch begrenzt)                                                        |
| Leergewicht                        | 2040 kg                              | 2040 kg                                          | 2040 kg                                          | 2105 kg                                                                                 | 2115 kg                                                                                 | 2105 kg                                                                                 | 2115 kg                                                                                 |

## Zulassungszahlen in Deutschland
Seit dem Marktstart 2020 bis einschließlich Dezember 2024 wurden in der Bundesrepublik Deutschland insgesamt 38.062 EQA neu zugelassen.
|  |

|  |

|  |

|  |

|  |

|  |

|  |

|  |

|  |

|  |

|  |

|  |

|  |

|  |

|  |

|  |

|  |

|  |

|  |

|  |

|  |

|  |

|  |

|  |

|  |

|  |

|  |

|  |

|  |

|  |

|  |

|  |

|  |

|  |

|  |

|  |

|  |

|  |

|  |

|  |

|  |

|  |

|  |

|  |

|  |

|  |

|  |

|  |

|  |

|  |

|  |

|  |

|  |

|  |

|  |

|  |

|  |

|  |

|  |

|  |

|  |

|  |

|  |

|  |

|  |

|  |

|  |

|  |

|  |

|  |

|  |

|  |

|  |

|  |

|  |

|  |

|  |

|  |

|  |

|  |

|  | Elektro (38.062) |

|  | Elektro (38.062) |